# Anthidiellum meliponiforme
Anthidiellum meliponiforme är en biart som först beskrevs av Cockerell 1919.  Anthidiellum meliponiforme ingår i släktet Anthidiellum och familjen buksamlarbin. Inga underarter finns listade i Catalogue of Life.